# Fabrizio Fabbri (fumettista)
Fabrizio Fabbri, noto anche con lo pseudonimo di Bicio (Palazzuolo sul Senio, 28 ottobre 1954), è un pittore e fumettista italiano.

## Biografia
Si appassiona di fumetti e disegno da quando era bambino. Nel 1973 si diploma al Liceo Artistico di Bologna. Vive e lavora a Castenaso (BO). I suoi punti di riferimento vanno dall'arte metropolitana newyorkese di Keith Haring e Jean-Michel Basquiat alla tradizione del fumetto sociale e umoristico.
Negli anni sperimenta diverse tecniche di pittura e crea fumetti e vignette per diversi giornali e riviste di satira tra cui: Frigidaire, Zut, Tango, Emme, Cuore, Io e il mio bambino, Ellin Selae, Re nudo, Il nuovo Male, Xl, Tempi supplementari, Fagorgo, Prugna.

## Premi ed esposizioni
- Nel 2007 riceve il premio per la satira di Forte dei Marmi
- Nel 2011 partecipa alla Biennale di Venezia,
- Nel 2015 alla Biennale del Muro dipinto di Dozza imolese.
- Numerose sono le sue mostre collettive e personali in tutta Italia.

Spesso riporta le sue vignette su tela esponendone in seguito i quadri.

## Libri disegnati e a fumetti
- 2002, "Il naso di Pandora", Montedit ed.
- 2009, "Periferie", Grrrzetic[1]
- 2012, "Una vita a fumetti" (Giulio Bargellini), Li-pe ed.[2]
- 2014, "Ti amo, perché", Barricate ed.[3]
- 2015, "Gesù l'indiano", Barricate ed.[4]
- 2015, "Non c'è nulla di più astratto del reale". Biografia di Giorgio Morandi, Corraini ed.[5]